# Saint Balsème
Saint Balsème, ou Saint Baussange, né à la fin du fin IVe siècle et mort en 407, est un saint chrétien local, au diocèse de Troyes. Il est fêté le 16 août.

## Biographie
Il serait né à Limoges ou à Bourges selon les sources, à la fin du fin IVe siècle. Devenu diacre, il part dans le diocèse de Troyes, à l'image de son compatriote Saint Basle, et s'installe dans la région d'Arcis qu'il est chargé d'évangéliser par l'évêque Aurélien,.
Au début du Ve siècle, les Vandales et les Alains traversent le Rhin et ravagent la Gaule. Alors qu'ils viennent de Reims, Balsème se porte à leur devant, non loin d'Arcis, en un lieu appelé La Dorée, pour les exhorter à renoncer à leur pillage. Irrités, les barbares le battent afin de pouvoir passer, mais Balsème parvient à se relever et à se dresser à nouveau face à eux, avant d'être cette fois décapité,.
La légende raconte qu'alors il se serrait relevé une nouvelle fois et aurait ramassé sa tête pour repartir. Fous de colères face à ce spectacle, les barbares auraient jeté son corps dans un puits qu'ils auraient ensuite recouvert de pierres et de végétation pour en cacher l'emplacement,.

## Découverte des reliques
Quelques années plus tard, une dame de Limoges, aveugle depuis longtemps, reçoit un message en songe lui indiquant d'aller dans la région d'Arcis pour retrouver le corps du martyr. Elle fait alors ses préparatifs en entreprend le voyage. Une fois les reliques retrouvées, elle se nettoie les yeux avec l'eau du puits, sanctifiée par les ossements, et retrouve aussitôt la vue. Les reliques sont ensuite rapportées dans une église dédiée à Saint Pierre près d'Arcis, probablement au Chêne qui possède une église sous ce vocable, puis la dame s'en retourne dans son pays,.
Vers 970, la comtesse d'Arcis Hersende laisse son comté à son fils aîné après son veuvage et se garde pour son usage propre la seigneurie de Ramerupt. Elle fait alors transférer les reliques dans son château de Ramerupt où elle fait construire une église dédiée à Notre-Dame dans pour y fonder un prieuré de l'ordre de Saint-Benoît, également appelé prieuré Saint Balsème, provoquant ainsi la colère des habitants d'Arcis,.
À la Révolution française, les reliques sont transportées dans l'église paroissiale après la suppression des ordres religieux où elles sont mélangées à d'autres ossements, les empêchant ainsi d'être de nouveau révérées.

## Postérité
De nos jours, la rue principale de la commune du Chêne porte toujours le nom rue Saint Balsème, tandis que sur le finage d'Arcis-sur-Aube, au nord entre Ormes et Le Chêne, existe un lieu-dit au nom de Saint-Balsème, peut-être l'emplacement où a été décapité ou inhumé le saint, qui est de nos jours une aire de repos.
À noter également sur la carte de Cassini une chapelle du nom de Saint Balsème, près du même lieu, vers la limite avec la commune d'Ormes. Elle aurait été autrefois l'église d'un hameau du même nom et dépendant de l'église paroissiale du Chêne.